# Histoire du terme islamophobie
L'histoire du terme islamophobie remonte au début du XXe siècle.

## Premières mentions au début duXXesiècle
Plusieurs chercheurs ont montré que le mot « islamophobie » est attesté en France dès le début du XXe siècle,,,.
Le FASOPO (Fonds d'analyse des sociétés politiques) indique en avril 2020, dans une publication de sa revue Sociétés politiques comparées, signée de l'historien Jean-Louis Triaud, que le mot (et non la chose) apparaît bien, pour la première fois, dans une thèse de doctorat présentée le 25 mai 1910 à la faculté de droit de Paris par Alain Quellien, jeune docteur en droit et rédacteur au ministère des Colonies. Celle-ci sera publiée sous le nom de La Politique musulmane dans l’Afrique occidentale française. Son auteur s'inspire largement des idées de Louis Gustave Binger, directeur des Affaires d'Afrique du même ministère, publiées en 1906 dans une brochure intitulée Le péril de l'islam (d'abord publiée en 1891 sous le nom Esclavage, islamisme et christianisme).
Le terme islamophobie se retrouve dans d'autres publications de la même époque,, comme dans l'ouvrage Haut-Sénégal-Niger de 1912 de Maurice Delafosse, ou dans un numéro de 1913 de la revue L'Évolution algérienne et tunisienne. Dans tous ces ouvrages, il n'a pas le même sens. Il exprime parfois la peur et parfois l'hostilité, mais toujours à propos de l'islam et non des musulmans, due à une « méconnaissance des réalités de cette croyance » véhiculée par des préjugés négatifs.
Jean-Louis Triaud précise dans sa publication que ni Alain Quellien, ni Maurice Delafosse, même s'ils sont tous deux « colonialistes », ne peuvent être « qualifié d'« islamophobe » » dans le sens d'une hostilité à l'islam et/ou aux personnes de confession musulmane, à la différence d'autres acteurs de la Troisième République comme Gabriel Angoulvant, gouverneur de Côte d’Ivoire de 1908 à 1915, pour qui l'islamophobie est « un principe d’administration indigène ». Il précise également que Maurice Delafosse ne peut pas être, non plus, taxé d'islamophilie car il est hostile à l'idée d'accorder une préférence aux musulmans par rapport aux animistes.

### Thèse d'Alain Quellien
Dans son ouvrage paru en 1910, Alain Quellien définit ainsi l'islamophobie : 

« L'islamophobie : il y a toujours eu, et il y a encore, un préjugé contre l'Islam répandu chez les peuples de civilisation occidentale et chrétienne. Pour d'aucuns, le musulman est l'ennemi naturel et irréconciliable du chrétien et de l'Européen, l’islamisme est la négation de la civilisation, et la barbarie, la mauvaise foi et la cruauté sont tout ce qu’on peut attendre de mieux des mahométans. »

 Convaincu de l'œuvre civilisatrice de la France en Afrique occidentale, il écrit : « L'influence et l'action européenne constitueront véritablement la cause déterminante du développement matériel, moral et intellectuel des races inférieures dont nous avons assumés l'éducation et l'accession à la civilisation. »
Il affirme également que les valeurs morales de l'islam sont incontestables et que celui-ci sera « un des moyens favorables qui pourront améliorer les conditions d'existence des populations de ces régions », la France devant tirer parti « des éléments islamisés de l'Afrique occidentale ».

L'islamophobie, à savoir la peur irrationnelle de l'islam d'une partie de la population française hexagonale qui ignorait tout de la vie et des cultures des populations vivant dans les colonies, est donc, pour Alain Quellien, un frein pour la France coloniale. Elle empêche celle-ci d'agir en concentrant l'attention sur des aspects incompris, peu analysés et/ou fantasmés de la religion musulmane (la guerre sainte, l'esclavage et notamment des « blancs », la polygamie, le fatalisme, le manque de fanatisme et la tolérance de l'islam soudanais). Il écrit, par exemple, dans le chapitre sur les reproches adressés à l'islam : 

« La guerre sainte. Ce qui fortifie singulièrement le sentiment d'hostilité et de prévention à l'égard de l'islam, c'est que, dans ces dernières années, les européens ont eu très souvent des peuples islamisés qui les ont obligés à des luttes longues, pénibles et coûteuses. L'erreur vient du fait que l'on reporte la cause de ces guerres uniquement à l'islam. »

Alain Quellien exprime également une condamnation sans appel des missions chrétiennes : 

« À côté de ce succès incontestable de l’islamisme, le christianisme est remarquable par son échec presque absolu dans les mêmes régions. Les tentatives d’évangélisation des nègres donnent des résultats pitoyables et tout à fait disproportionnés avec les efforts considérables des missionnaires chrétiens. »

L'objectif de Quellien était donc de rassurer, en développant un argumentaire positif sur l'islam et les musulmans et une analyse détaillées des rapports entre la France et les « populations islamisées », afin d'emporter l'adhésion des Français à la cause coloniale.

### Avant la Seconde Guerre mondiale
Les sociologues Abdellali Hajjat et Marwan Mohammed, notent l'utilisation de l'expression « délire islamophobe » dès 1925 en France. Cette occurrence attestée du mot « islamophobe » se trouve dans l'ouvrage L’Orient vu de l'Occident, écrit par le peintre et essayiste Étienne Dinet et l'essayiste Sliman ben Ibrahim. Les auteurs parlent alors de « délire islamophobe » au sujet d'une biographie de Muḥammad (traduit en Mahomet par les chrétiens au Moyen Âge) écrite par le père jésuite Henri Lammens.

## Diffusion dans les médias auXXIesiècle
L'usage du terme se répand dans le langage médiatique essentiellement à partir des attentats du 11 septembre 2001, à New York, des attentats de Madrid du 11 mars 2004 et des attentats des 7 et 21 juillet 2005 à Londres, qui, revendiqués par des islamistes, provoquent des réactions de rejet envers des musulmans dans plusieurs pays, principalement occidentaux,.

### Contestation de la thèse du régime des mollahs iraniens
Caroline Fourest et Fiammetta Venner affirment, en 2003, que le mot a pour la première fois été utilisé en 1979 par les mollahs iraniens pour justifier en 1990 la fatwa contre l'écrivain Salman Rushdie, pour condamner à mort Taslima Nasreen et plusieurs autres intellectuels musulmans pour des écrits jugés blasphématoires. C'est ce qui leur fait dire : 

« [le] mot “islamophobie” a été pensé par les islamistes pour piéger le débat et détourner l’antiracisme au profit de leur lutte contre le blasphème. Il est urgent de ne plus l’employer pour combattre à nouveau le racisme et non la critique laïque de l’islam. »

Cette affirmation, reprise par Manuel Valls, Pascal Bruckner et Valérie Boyer, a depuis été contestée par de nombreux travaux scientifiques et des vérifications indépendantes. Ainsi, les sociologues Marwan Mohammed et Abdellali Hajjat, du CNRS, mais aussi l'historien Alain Ruscio affirment qu'il n'existe aucune preuve démontrant un usage du mot par des mollahs comme le prétend Caroline Fourest : « Ces intellectuels médiatiques n’ont aucune preuve à l’appui de leur assertion. Selon eux, il n’existe pas de réel équivalent à "islamophobie" en persan et en arabe, ce genre de néologisme étant très rare dans les deux langues. » La thèse de Fourest serait ainsi, selon eux, une véritable « erreur factuelle [qui] a pourtant été reprise abondamment, comme s’il s’agissait d’une vérité historique », afin de rendre synonyme haine envers les musulmans et critique de la religion.
L'origine du mot remonte à 1910 avec Alain Quellien, Maurice Delafosse et Paul Marty. Le sociologue Vincent Geisser ajoute[réf. nécessaire] : « Mais il est vrai qu’après la révolution islamique de 1979, le régime iranien a joué de cette peur de l’islam, ou de cette prétendue peur de l’islam, de cette thématique de l’islamophobie, comme un outil de propagande, outil politique et géopolitique, mais comme la plupart des grands pays musulmans dont l’Arabie saoudite » et que son usage est du coup « contesté par des essayistes et intellectuels français qui y voient une opération de "manipulation logomachique" [i.e. manipulation verbale] orchestrée par les mouvements islamistes pour faire taire toute critique à l’égard de la religion musulmane. » Selon l'AFP, la notion de « racisme antimusulman » est préférée par certains spécialistes.

Alice Géraud écrit, en 2013 dans Libération, que Caroline Fourest « balaie aujourd’hui cette histoire de référence aux mollahs iraniens » — elle leur avait précédemment attribué la première utilisation de l'expression en 1979 —, et déclare : 

« L’important, ce n’est pas de savoir si quelqu’un a parlé d’islamophobie il y a un siècle dans sa salle de bain, c’est le sens de ce mot. Elle concède cependant avoir l’impression d’avoir perdu la bataille sémantique. “Le mot va gagner parce qu’il est court, parce que personne ne prend le temps de réfléchir à son sens et que celui de 'racisme' est devenu ringard”. Elle regrette “qu’avec ce mot, les laïcs deviennent des racistes et les racistes passent pour des héros de la liberté d’expression”. »